# Tápiógyörgye
Tápiógyörgye (prononcer: Tapiodieurdiè) est un village et une commune du comitat de Pest en Hongrie.

## Géographie
Il est situé à environ 80 kilomètres de Budapest, à une demi-heure de route de Szolnok. La route principale traverse presque tout l'intérieur de Tápiógyörgye, à peu près dans une direction ouest-est. Le village est situé à la frontière du comté de Pest et du comté de Jász-Nagykun-Szolnok et le village est également accessible en train.

## Histoire
En 1220, l'existence du village est officiellement mentionnée pour la première fois dans le Váradi Regestrum.

### 13–16. siècle
L'invasion tatare a complètement détruit le village, à cause de cela aux XIIIe et XIVe siècles, il était inhabité. Il a recommencé à être peuplé au XVe – XVIe siècle en raison de sa situation géographique favorable. Sur le territoire actuel, deux autres colonies ont eu lieu après la période tatare : Megyer et Füzesmegyer.

### 17–19. siècle
La réinstallation du village a commencé en 1730. À cette époque, il appartenait aux domaines de József Huszár, József Bencsik et de la famille Prónay. À leur intercession, des Hongrois parlant le dialecte palóc et un plus petit nombre de colons slovaques des Highlands se sont installés dans le village. L'urbarium de la colonie a été authentifié en 1770. Le II. Selon le premier recensement hongrois tenu sous le règne du roi hongrois József, 316 familles, 1773 personnes, vivaient à Tápiógyörgye. Selon le rapport d'Elek Fényes rédigé en 1851, 2,742 personnes vivaient dans le village à cette époque et un précieux moulin à eau fonctionnait sur le Tápió. La paroisse catholique est devenue indépendante en 1780 et des registres paroissiaux ont été rédigés depuis. En 1860, l'église catholique a été construite et Sainte-Anne a été choisie comme sainte patronne. Son architecte était Kálmán Storno de Sopron. Même au cours de cette décennie, la famille Táfler-Györgyey a acheté les domaines et a commencé à construire un château entouré d'un parc de 20 acres au milieu du village. Le château a été construit en 1892. En 1897, le village s'est enrichi d'une statue de Saint Orbán. La synagogue a été construite en 1896 à Tápiógyörgye, qui a été démolie en raison de son état après la Seconde Guerre mondiale.

### Pendant les Première et Seconde Guerres mondiales
Pendant la Première Guerre mondiale, 817 personnes ont été enrôlés dans l'armée, dont 142 ont été tuées (dont 14 étaient des soldats juifs et 7 d'entre eux ont été tués).
Au début de 1920, à l'occasion de la réforme agraire de Nagyatádi, 1 813 lots cadastraux sont distribués. Il convient de noter comme fait intéressant qu'à cette époque, Tápiógyörgye comptait 6 charpentiers, 5 cordonniers, 2 charrons, 5 barbiers et 1 ferblantier. Deux personnes avaient une voiture et 13 avaient une batteuse. Le village possédait également un moulin à vapeur et à eau, ainsi qu'une briqueterie.
Pendant la Seconde Guerre mondiale, le 11 novembre 1944, le village est occupé par l'Armée rouge. Environ 400 bâtiments résidentiels ont été endommagés lors de l'expulsion des Allemands. 28 soldats soviétiques, 18 allemands et 1 hongrois sont morts dans les combats. 4 jours avant l'occupation russe, le 7 novembre, les Allemands ont abattu le docteur Henrik Kandel.

## Politique et administration

### Les meires
- 1990–1994: László Józsa (FKgP)[1]
- 1994–1998: László Józsa (indépendant)[2]
- 1998–2002: László Józsa (indépendant)[3]
- 2002–2006: István Varró (indépendant)[4]
- 2006–2008: István Varró (indépendant)[5]
- 2008–2010: Mária Póczné Fehér (indépendant)[6]
- 2010–2014: István Varró (indépendant)[7]
- 2014–2019: István Varró (indépendant)[8]
- À partir de 2019: István Varró (indépendant)[9]

### Jumelages
En ce moment, le village est relié trois jumelages.
- À partir de 1987:  Italie, Dosolo

Un groupe d'amis italiens chassait déjà Tápiógyörgye en 1971. Les habitants d'ici leur ont laissé un souvenir éternel par leur gentillesse et leur hospitalité, c'est pourquoi l'un d'eux a organisé la relation de jumelage entre Dosolo et Tápiógyörgye avec l'aide du président du conseil.
- À partir de 1990:  Roumanie, Rimetea

Pour aider la révolution roumaine de 1989, les habitants de Tápiógyörgye ont lancé une cargaison d'aide à Torockó, où les personnes vivant alors dans la terreur l'ont reçue avec une grande joie. En conséquence, les deux parties ont immédiatement exprimé la nécessité d’établir une relation de jumelage entre villes.
- À partir de 1996:  Suisse, Wünnewil-Flamatt

Cette relation a été établie avec la recommandation et l'aide de l'ambassadeur de Hongrie en Suisse de l'époque, le Dr László Ódor.